# 地下水面

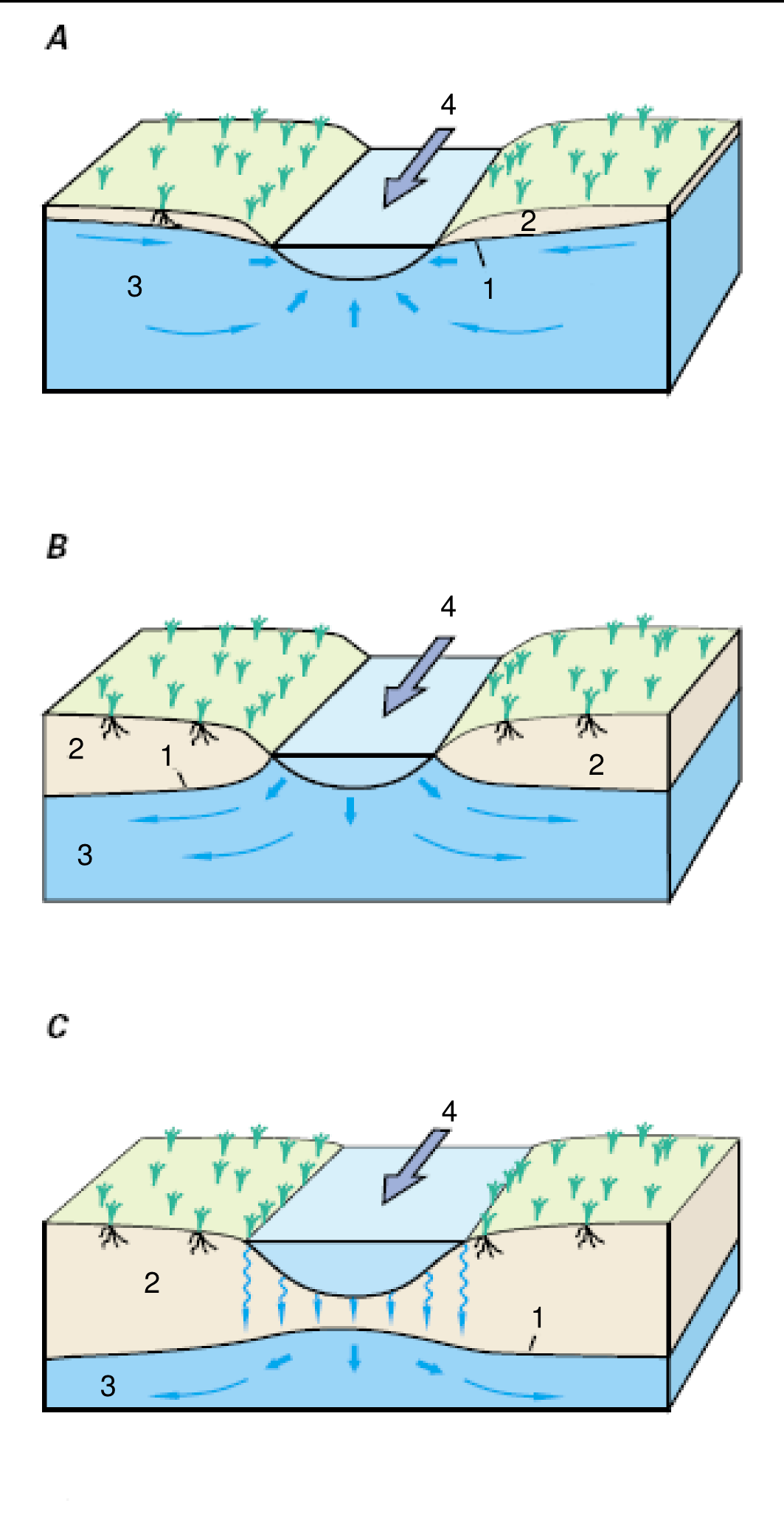
河川と地下水面の関係。(A)地下水面が河川の水面より高く、水は河川に流れ込んでいる。(B)地下水面が河川の水面より低く、水は河川から地下に流れ出している。(C)地下水面は川底より低く、滲みだした水が地下水となる

地下水面（water table）とは、地下水の圧力と気圧がつりあう水平面である。地下水の水面として目に見える場合もある。「井水面 (phreatic surface)」と同義に使われることもあるが、実際にはそれよりかなり上ということもある。水が地面から土の粒子の隙間に浸透するとき、最初は通気性のある部分を通過し、その土は不飽和である。水がさらに深く浸透していくとより多くの隙間を満たすようになり、最終的に飽和する領域に達する。この飽和帯のほぼ水平な上面が地下水面である。地下水面より下の地下水を含む地層を帯水層と呼ぶ。帯水層が地下水を溜める能力は、主にそれを構成する岩や土壌の間隙率と透水係数に依存する。

## 形状
地下水面の形状は季節や地形や地質構造によって変化する。未発達地域や降水量の多い地域では、地下水面は大まかに地表の地形に沿ったものとなり、浸透の増減によって上下する。湧水やオアシスは地下水面が地表に到達した場所に生じる。湧水は一般に山腹にあり、その場所で地表の傾斜面と地下水面が交差している。他に、川や湖の中に見えない湧水があり、その水域の基底流量水位に影響する。

### 地形と地下水面
帯水層の地下水面が完全に水平となることは滅多になく、土壌や堆積物などの多孔質における毛細管現象により、その地層の凹凸に沿って形成される。地表から浸透した水が飽和帯に達すると、その動きは単純に垂直なものではなくなり、地下水面の傾斜にそって水平方向に流れるようになる。地下水面の傾斜は動水勾配 (hydraulic gradient) で表され、系に水が追加されるレートとその層を形成する物質の透水係数に依存する。起伏の多い地形で地下水面が地表に露出すると、勾配の変化によって川や湧水やオアシスが生じる。地下水面は地表の地形よりもむしろ地下の地質構造に応じて変化する。

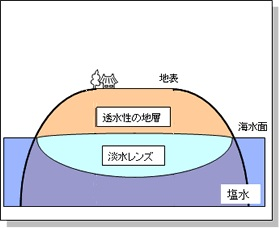
淡水レンズの断面図

### 淡水レンズ
淡水レンズ(たんすいレンズ、英語: (freshwater lens)は、透水性の岩石からできている離島の地下で、海水と淡水の比重差から地下水（淡水）が海水（塩水）の上にレンズ状の形で浮いているものをいう。難透水性基礎が存在しない離島地域に見られる地下水の賦存形態である。淡水レンズは、地下帯水層を再充電するために季節的な降雨量に依存し、干ばつや雨の後に厚さが急激に変化する可能性がある。地下帯水層を再充電するために季節的な降雨量に依存し、干ばつや雨の後に厚さが急激に変化する可能性があります。 
1997/1998年のMarshall Islandsの干ばつの後、USGS報告書はレンズの厚さが著しく減少したことを観察した。公共降雨集水システムの貯水池が数ヶ月間の不適切な降水のために急速に枯渇した後、島の人口は地中水が島の飲料水の最大90％を干ばつの間に供給する地点まで地下水の汲み上げ速度を増加させ始めた。

### 宙水
宙水は、その地域の通常の地下水面よりも浅いところにある地下水で、通気帯中にある。不透水性の岩や土壌の層や難透水性の層が主地下水面（帯水層）の上と地表の間にある場合に生じる。そのような宙水層が地表に露出している場合、例えば崖の中腹に露出していると、そこから湧水となって水を放出することになる。

## 変動

### 潮汐による変動
通水性のある土壌でできた海上の島では、塩分濃度の濃い（つまり重い）海水が島の側面から浸透し、淡水はその上にレンズ状に集まる傾向がある。そのような島の淡水のレンズおよびその地下水面は潮汐によって上下に変動する。

### 季節による変動
グレートブリテン島やカリフォルニア州では冬季の降水量が夏季の降水量よりずっと多く、夏の間に地下水量が減少する。このため、地下水面が毎年夏の間だけ低下する。このように季節によって飽和層になったり不飽和層になったりする部分を「間欠的飽和層」と呼び、地下水面は天候によってこの層の中を上下する。

### 長期的な変動
化石水は数千年に渡って帯水層に溜まっていた地下水であり、その地表は砂漠となっていることが多い。非常に深いところにあるため、現代の降雨で水が補給されることはなく、鉱業活動などによってその水を抜き取ると、地下水面の変化は恒久的なものになる。